# Kingwood (album)
Kingwood – album szwedzkiego punk rockowego zespołu Millencolin. Został wydany 30 marca 2005 w Szwecji i 12 kwietnia 2005 roku w USA. Jest także pierwszą kontynuacją albumu Home from Home wydanego w 2002 roku. Z tej płyty wydano dwa single: Ray oraz Shut You Out.

## Lista utworów
1. "Farewell My Hell"
2. "Birdie" (próbka)
3. "Cash Or Clash"
4. "Shut You Out"
5. "Biftek Supernova" (MP3)
6. "My Name Is Golden"
7. "Ray" (teledysk: Hi | Lo)
8. "Novo"
9. "Simple Twist Of Hate"
10. "Stalemate"
11. "Mooseman's Jukebox"
12. "Hard Times"